# فرانسيسكو البرتي
فرانسيسكو البرتي (11 فبراير 1924 ميلانو إيطاليا - ) هو لاعب كرة قدم إيطالي.